# Heinzenburg (Kirche)

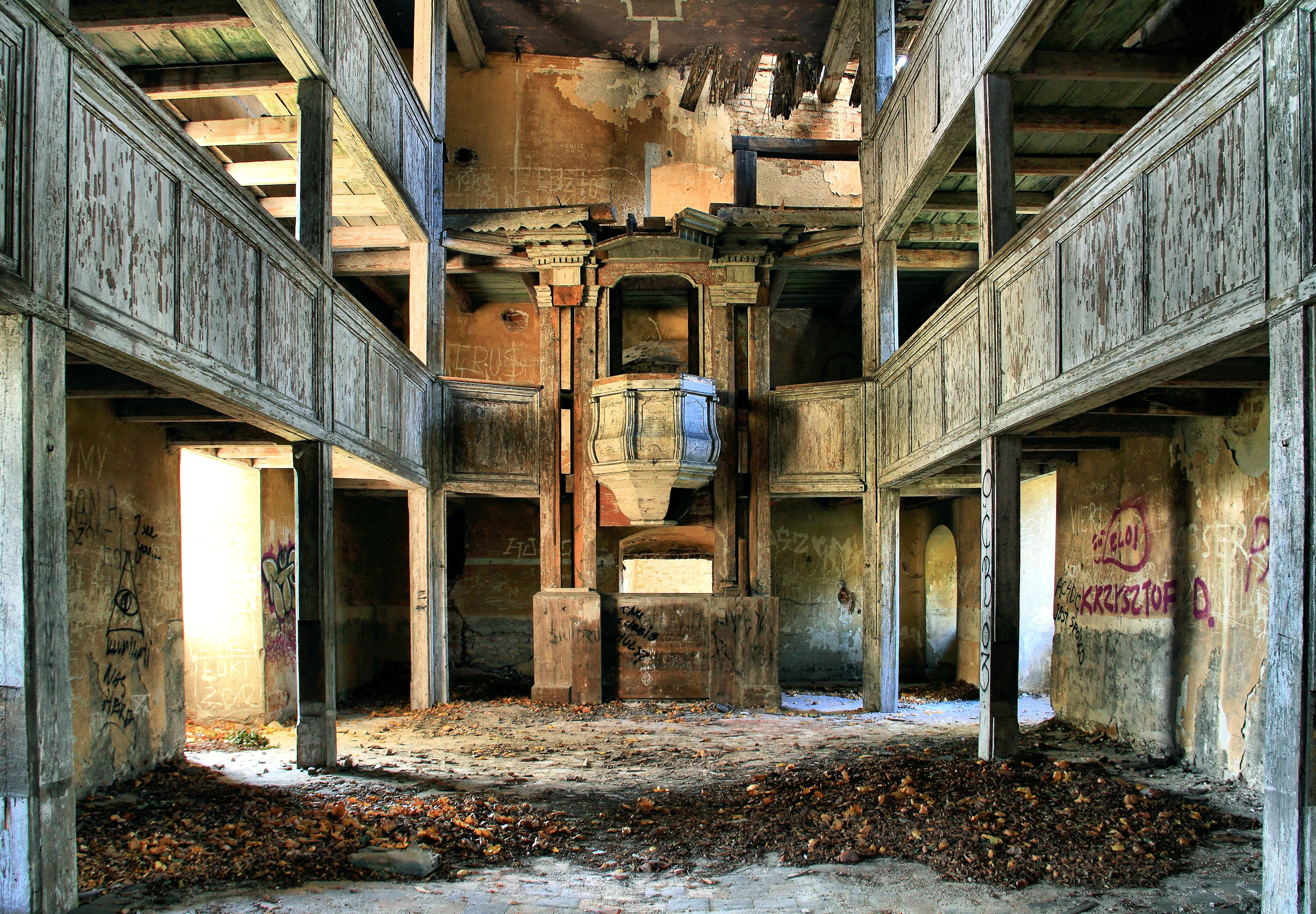
Inneres der Kirchenruine (2013)

Die ehemalige Heinzenburg (polnisch Zamek w Jędrzychowie, kościół ewangelicki, ruina) ist die Ruine einer Kirche in Jędrzychów (deutsch Groß Heinzendorf). Sie steht im Ortsteil Nowinki (Heinzenburg) in der Gmina Polkowice (Polkwitz) im gleichnamigen Powiat der Woiwodschaft Niederschlesien in Polen.
Das ehemalige Schloss Neuguth-Heinzenburg steht in einem Nachbarort. Im Gegensatz zur Kirchenruine ist es nicht denkmalgeschützt.

## Geschichte

### Geschichte der Burg
Der Ort liegt an einer Kreuzung mittelalterlicher Handelswege, die nach Kotzenau, Lüben und Polkwitz führten. Hier bestand vermutlich früh eine Befestigung. Nach der Überlieferung baute Heinrich III. von Glogau 1295 die Burg. Nach einer anderen Überlieferung zerstörte Heinrich I., auch Heinrich der Bärtige, die alte Burg und baute eine neue Befestigung. Nach dem Namen wurde die Anlage Heinzen- oder Heinrichburg genannt wurde.
Im Jahr 1361 verkaufte Heinrich V. von Glogau-Sagan die Burg zusammen mit Polkwitz und Köben. Im Jahr 1409 wird in einem Lehensbrief ein Altar im Hause erwähnt, woraus hervorgeht, dass eine Hauskapelle vorhanden war. Zehn Jahre später wurde die Burg von den Hussiten zerstört und später wiederaufgebaut. Im Jahr 1509 erwarben Leonhard und Christoph von Schkopp Heinzendorf mit zugehörigen Gütern, die bis in die Zeit des Dreißigjährigen Krieges im Besitz der Familie verblieben. In diesem Krieg wurde die Burg durch die Österreicher und 1642 die Schweden endgültig zerstört. Über ihr Aussehen ist nichts bekannt.

### Geschichte der Kirche

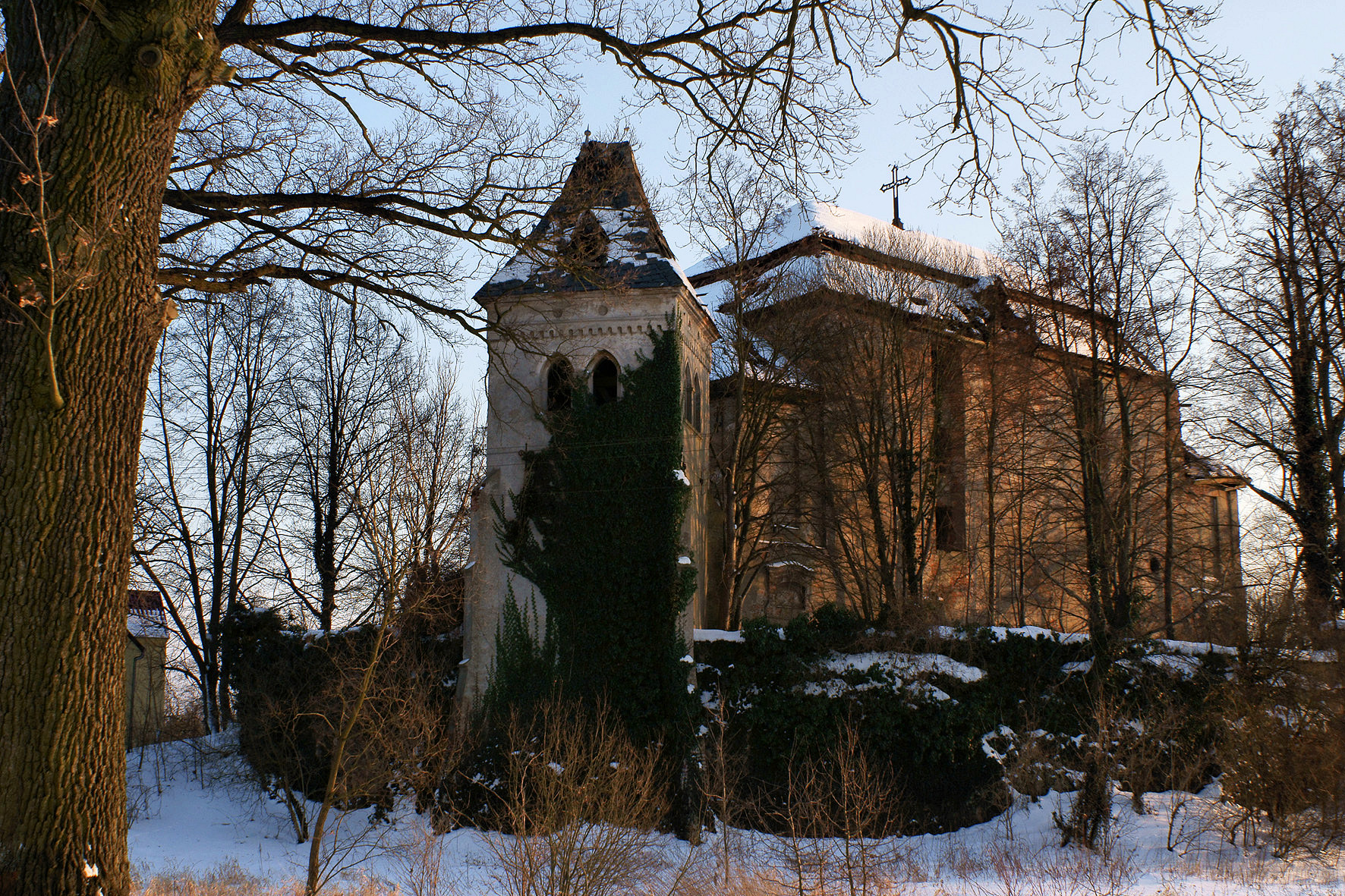
Ansicht von Kirche, Turm und Einfriedung (2010)

Christian von Busse, der königliche Kammerdirektor zu Glogau, erwarb 1744 die Güter und die Burgruine. Er ließ diese zur Kirche ausbauen. Am dritten Adventssonntag 1751 wurde das Gotteshaus eingeweiht. Es diente der Herrschaft in Neuguth als Schlosskirche und den evangelischen Untertanen von Heinzenburg, Heinzendorf, Herbersdorf, Neudorf und Neuguth als Gemeindekirche. Als der Liegnitzer Bankier Prausnitzer 1842 die Güter und die Kirche erwarb, wurde die königliche Regierung Patronatsherr. Im Jahr 1881 wurde der an der Umfriedung stehende Glockenturm gebaut. Die Kirche wurde 1903 renoviert. Andachten fanden hier noch 1945 statt. Gegen Ende des Zweiten Weltkrieges wurde die Kirche stark beschädigt und verfiel zunehmend.
Die Ruine wurde 1960 unter der Nummer A/3206/797 in das nationale Denkmalregister der Woiwodschaft eingetragen. Im Jahr 2019 wurde eine Stiftung wurde gegründet, die im selben Jahr mit dem Wiederaufbau der Kirche und ehemaligen Burg begonnen hat.

## Beschreibung
Der Glockenturm steht im Norden der ovalen Einfriedung. Er ist etwa sechs Meter breit und fünf Meter tief. Die beiden hinteren der vier Strebepfeiler ragen über die Mauer. Seine Inschrift lautet DEO GLORIA 1881.